# 四恵駅
四恵駅（しけい-えき）は中華人民共和国北京市朝陽区に位置する北京地下鉄1号線と八通線の駅。

## 駅構造

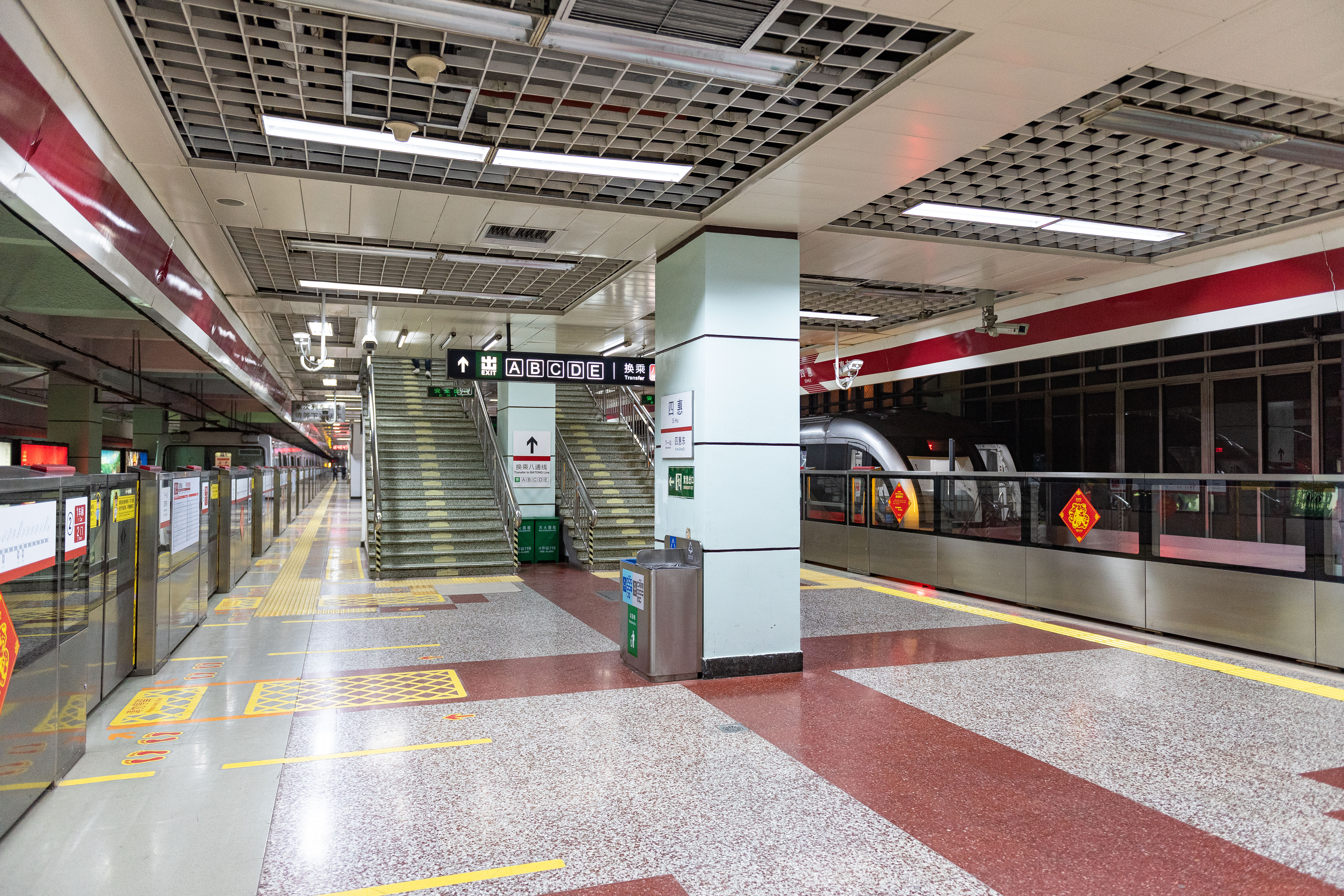
1号線ホーム

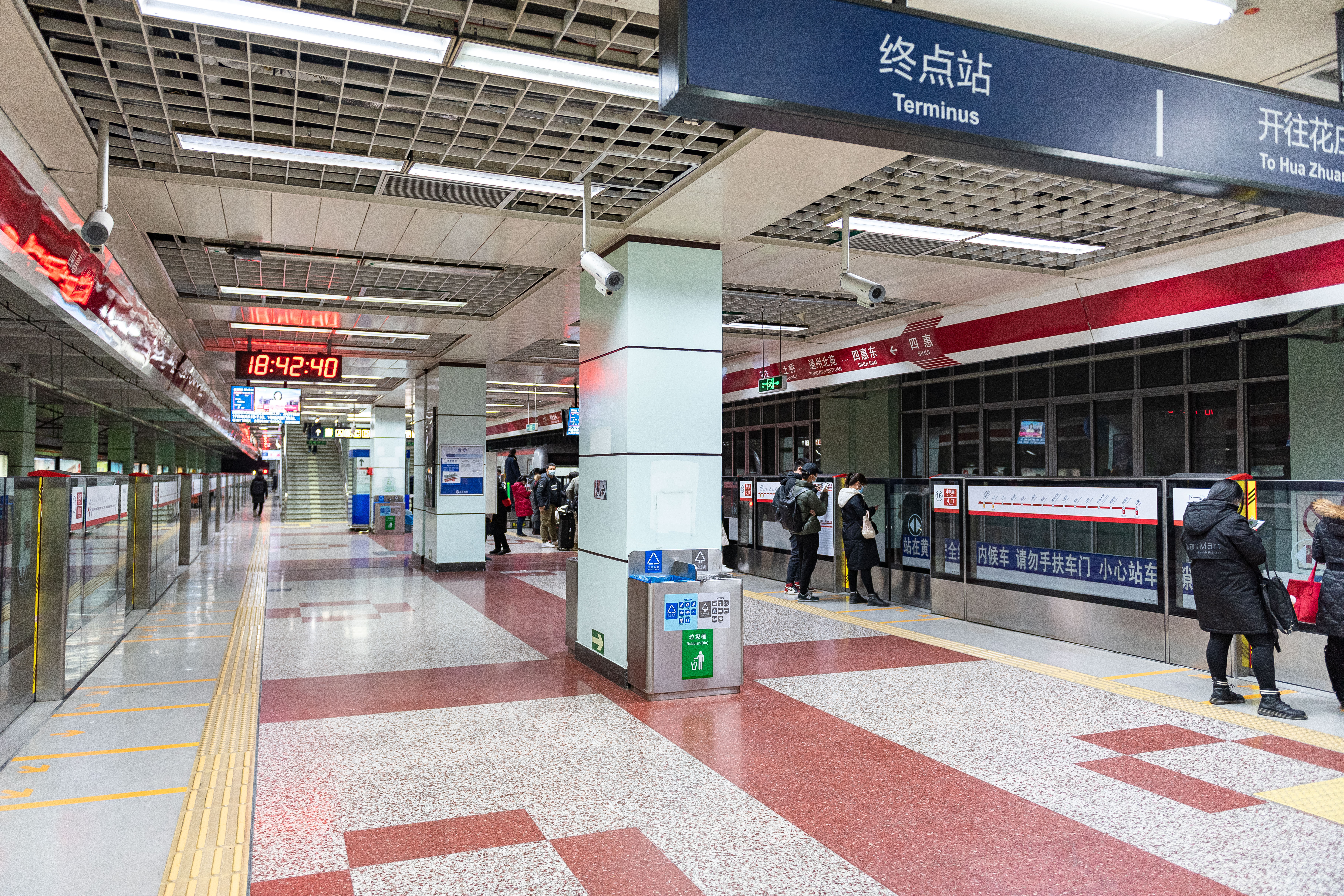
八通線ホーム(現在閉鎖)

島式ホーム2面4線の地上駅であるが、実際は1面2線のみ使用している。使われていない1面2線はかつて八通線用のホームであった。

## 駅周辺
- 遠洋天地
- 陳家林
- 水南荘
- 西石門
- 東郊四恵橋建材批発市場
- 四恵長途汽車站

## 歴史
- 1999年9月28日 - 1号線(当時復八線)開業。
- 2000年6月28日 - 西単駅 - 天安門西駅間が開通し、復八線は1号線の一部になる。
- 2003年12月27日 - 八通線が開業し当駅に接続。乗換駅となる。
- 2021年8月29日 - 元八通線ホームが閉鎖された。

## 隣の駅
北京地下鉄
■1号線
大望路駅 - 四恵駅 - 四恵東駅